# Jörg Hoffmann (rodelaar)
Jörg Hoffmann (Sondershausen, 5 maart 1963) is een voormalig Oost-Duits rodelaar. 
Hoffmann werd in 1983, 1985 en 1987 samen met Jochen Pietzsch wereldkampioen rodelen. In 1984 veroverden Hoffmann en Pietzsch de bronzen medaille tijdens de Olympische Winterspelen 1984 in het Joegoslavische Sarajevo. In 1985 behaalde Hoffman, naast de wereldtitel in het dubbel, de zilveren medaille individueel.
Hoffmann en Pietzsch behaalden hun grootste succes door het in het Canadese Calgary olympisch kampioen te worden.

## Resultaten

### Wereldkampioenschappen
| Jaar | Plaats      | Resultaat            |
| ---- | ----------- | -------------------- |
| 1983 | Lake Placid | dubbel               |
| 1985 | Oberhof     | individueel · dubbel |
| 1987 | Igls        | dubbel               |
| 1989 | Winterberg  | dubbel               |
| 1990 | Calgary     | dubbel · landenteam  |

### Olympische Winterspelen rodelen
| Jaar | Plaats   | Resultaat |
| ---- | -------- | --------- |
| 1984 | Sarajevo | dubbel    |
| 1988 | Calgary  | dubbel    |

1964: Josef Feistmantl / Manfred Stengl ·
1968: Klaus-Michael Bonsack / Thomas Köhler ·
1972: Paul Hildgartner / Walter Plaikner & Horst Hörnlein / Reinhard Bredow ·
1976: Hans Rinn / Norbert Hahn ·
1980: Hans Rinn / Norbert Hahn ·
1984: Hans Stanggassinger / Franz Wembacher ·
1988: Jörg Hoffmann / Jochen Pietzsch ·
1992: Stefan Krauße / Jan Behrendt ·
1994: Kurt Brugger / Wilfried Huber ·
1998: Stefan Krauße / Jan Behrendt ·
2002: Patric Leitner / Alexander Resch ·
2006: Andreas Linger / Wolfgang Linger ·
2010: Andreas Linger / Wolfgang Linger ·
2014: Tobias Wendl / Tobias Arlt ·
2018: Tobias Wendl / Tobias Arlt ·
2022: Tobias Wendl / Tobias Arlt